# Lenfajok listája
A len (Linum) nemzetségbe megerősítetten tartozó fajok a következők:
| Ábécé szerinti tartalomjegyzék                                                                           |
| --- |
| A, Á B C Cs D Dz Dzs E, É F G Gy H I, Í J K L Ly M N Ny O, Ó Ö, Ő P Q R S Sz T Ty U, Ú Ü, Ű V W X Y Z Zs |

## A
- Linum acuticarpum C.M.Rogers
- Linum adustum E.Mey. ex Planch.
- Linum aethiopicum Thunb.
- Linum africanum L.
- Linum alatum (Small) H.J.P.Winkl.
- Linum alpinum Jacq.
- Linum altaicum Ledeb. ex Juz.
- Linum amurense Alef
- Linum arboreum L.

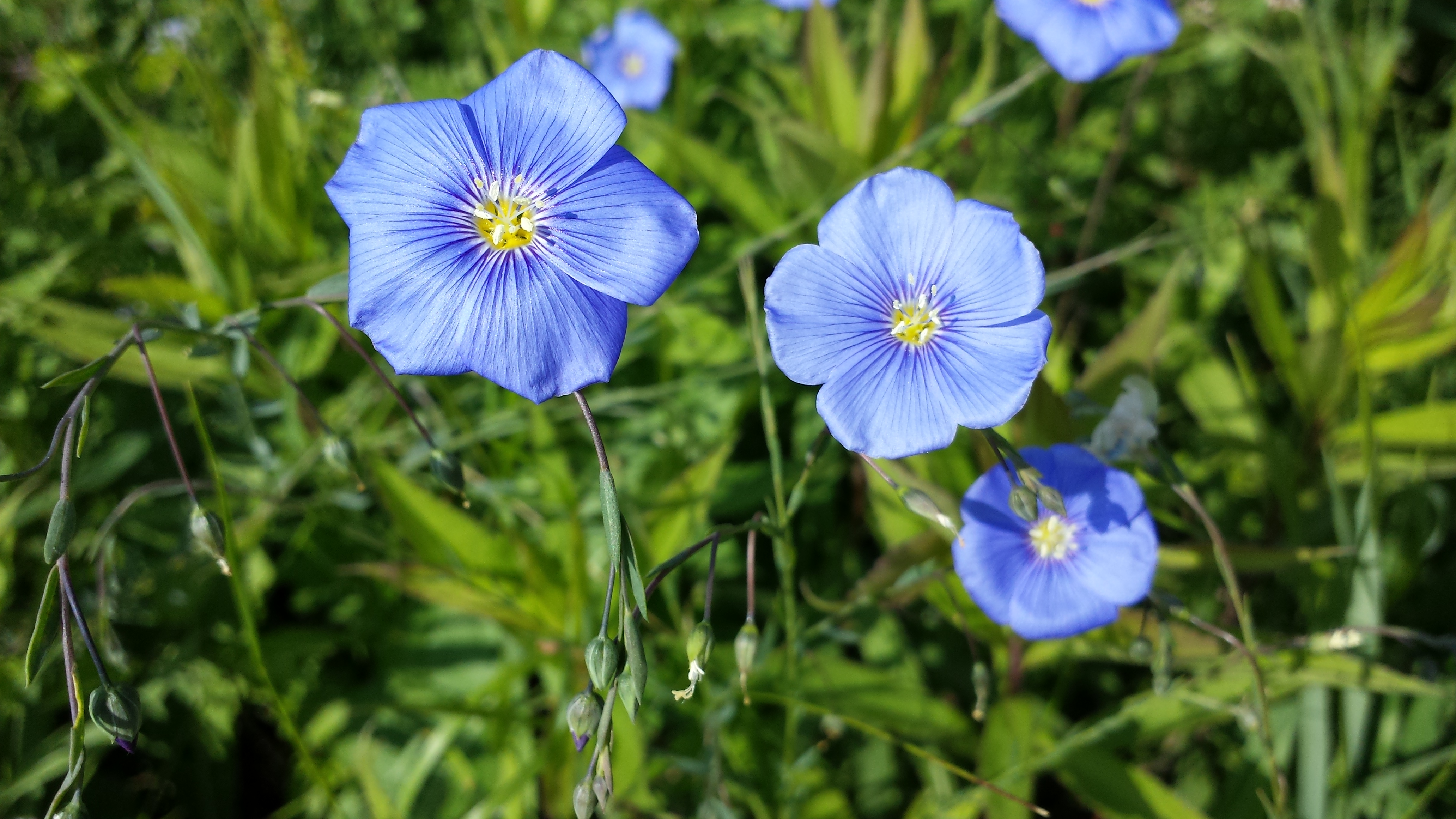
Linum austriacum

- Linum arenicola (Small) H.J.P.Winkl.
- Linum aristatum Engelm.
- Linum aroanium Boiss. & Orph.
- Linum australe A.Heller
- Linum austriacum L.

## B
- Linum bahamense Northr.
- Linum baicalense Juz.
- Linum berlandieri Hook.
- Linum betsiliense Baker
- Linum bienne Mill.
- Linum bootii Planch.
- Linum brevifolium A.St.-Hil. & Naudin
- Linum brevistylum C.M.Rogers
- Linum burkartii Mildner

## C

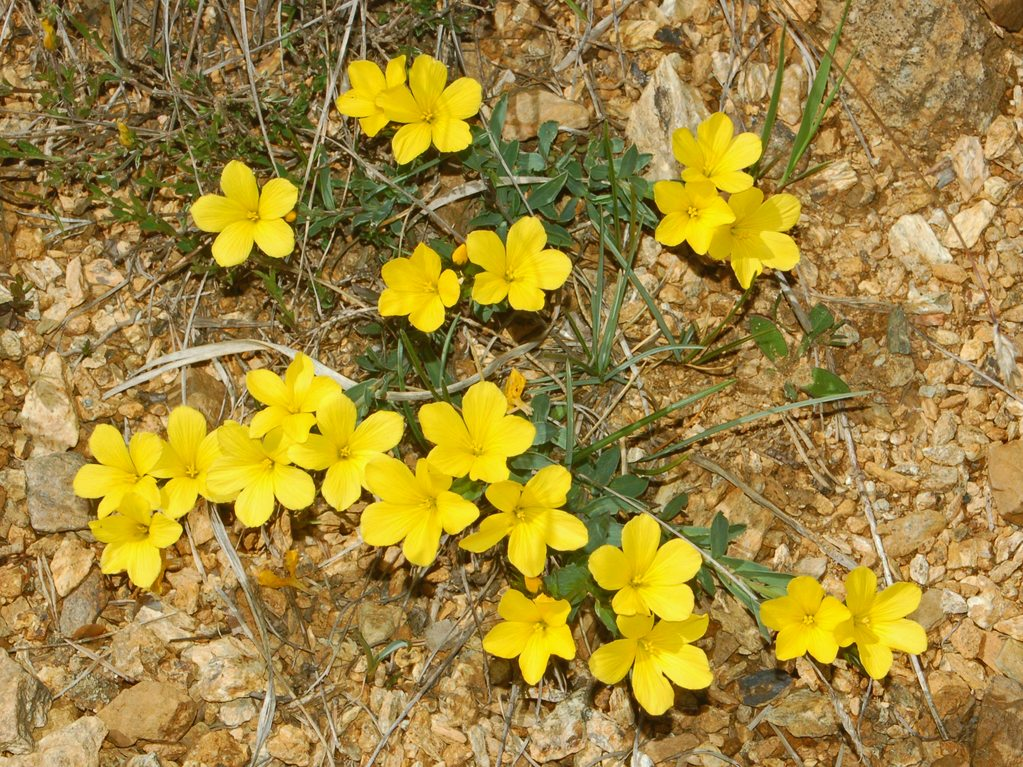
Linum campanulatum

- Linum campanulatum L.
- Linum capitatum Kit. ex Schult.
- Linum carneum A.St.-Hil.
- Linum carteri Small
- Linum catharticum L.  békalen
- Linum chamissonis Schiede
- Linum compactum A.Nelson
- Linum comptonii C.M.Rogers
- Linum corymbulosum Rchb.
- Linum cratericola Eliasson
- Linum cremnophilum I.M.Johnst.
- Linum cruciatum Planch.

## D
- Linum decumbens Desf.
- Linum densiflorum P.H.Davis
- Linum dolomiticum Borbás  pilisi len

## E
- Linum elegans Spruner ex Boiss.
- Linum elongatum (Small) H.J.P.Winkl.
- Linum emirnense Bojer
- Linum erigeroides A.St.-Hil.
- Linum ertugrulii Tugay, Bağcı & Uysal
- Linum esterhuysenae C.M.Rogers
- Linum extraaxillare Kit.

## F
- Linum filiforme Urb.
- Linum flagellare (Small) H.J.P.Winkl.
- Linum flavum L. sárga len
- Linum floridanum (Planch.) Trel.

## G

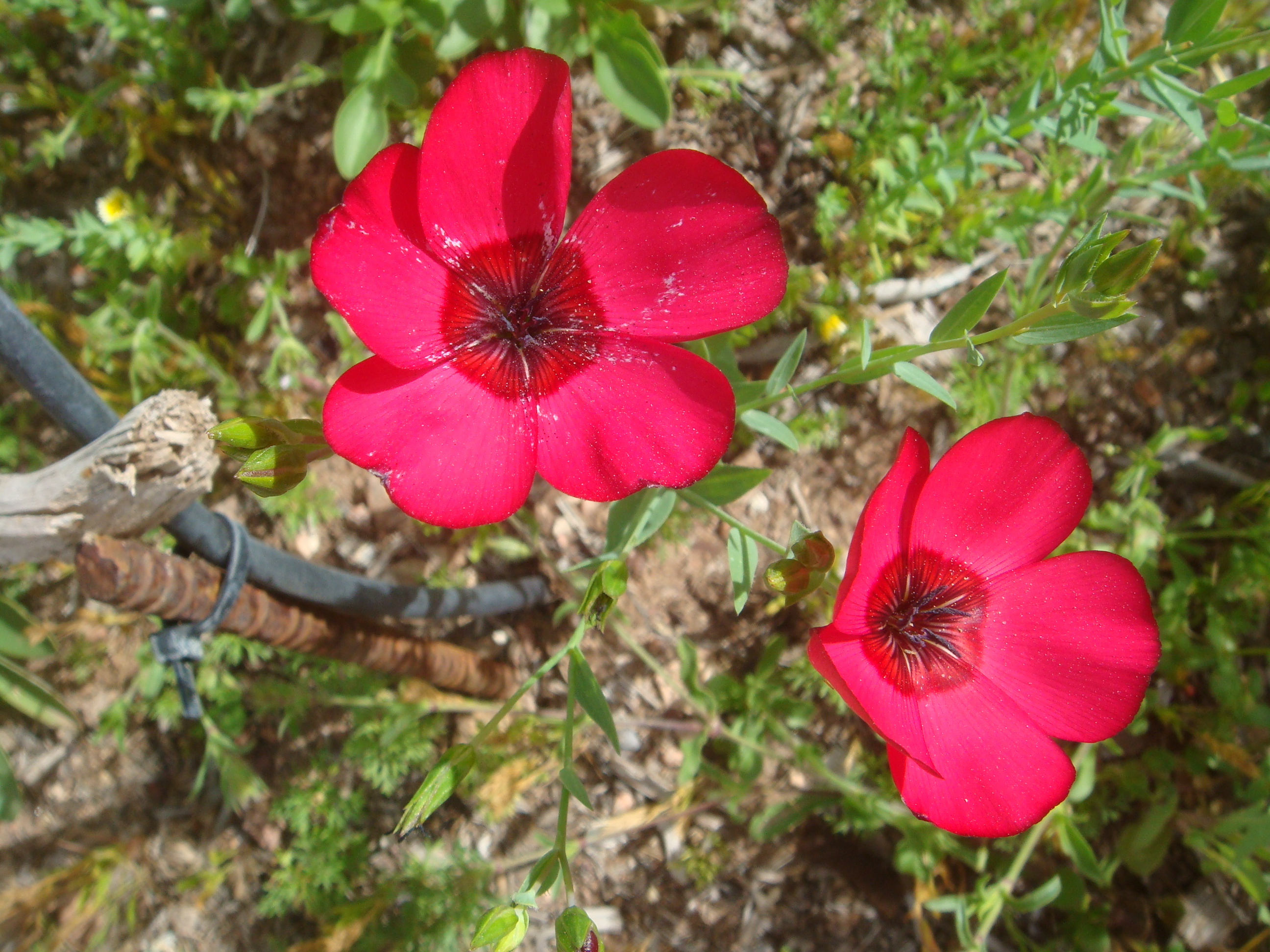
Linum grandiflorum

- Linum gracile Planch.
- Linum grandiflorum Desf.
- Linum guatemalense Benth.
- Linum gypsogenium G.L.Nesom

## H
- Linum harlingii Eliasson
- Linum heterosepalum Regel
- Linum heterostylum C.M.Rogers
- Linum hirsutum L. borzas len
- Linum hologynum Rchb.
- Linum hudsonioides Planch.
- Linum hypericifolium Salisb.

## I
- Linum imbricatum (Raf.) Shinners
- Linum intercursum E.P.Bicknell

## J
- Linum junceum A.St.-Hil.

## K
- Linum keniense T.C.E.Fr.
- Linum kingii S.Watson
- Linum komarovii Juz.

## L
- Linum lasiocarpum Rose
- Linum leonii F.W.Schultz
- Linum leucanthum Boiss. & Spruner
- Linum lewisii Pursh
- Linum linearifolium Jáv.
- Linum littorale A.St.-Hil.
- Linum longipes Rose
- Linum lundellii C.M.Rogers

## M
- Linum macrocarpum C.M.Rogers
- Linum macrorhizum Juz.
- Linum maritimum L.
- Linum marojejyense (Humbert) C.M.Rogers
- Linum mcvaughii C.M.Rogers
- Linum medium (Planch.) Britton
- Linum mexicanum Kunth
- Linum modestum C.M.Rogers
- Linum mucronatum Bertol.

## N

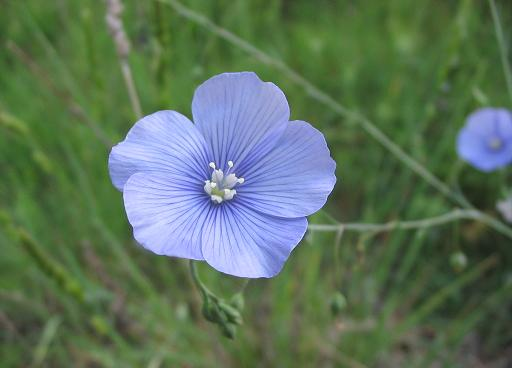
Linum narbonense

- Linum narbonense L.
- Linum nelsonii Rose
- Linum neomexicanum Greene
- Linum nervosum Waldst. & Kit.
- Linum nodiflorum L.

## O
- Linum olgae Juz.
- Linum orizabae Planch.

## P
- Linum pallasianum Schult.
- Linum pallescens Bunge
- Linum perenne L.
- Linum polygaloides Planch.
- Linum pratense (Norton) Small
- Linum pringlei S.Watson
- Linum prostratum Dombey ex Lam.
- Linum puberulum (Engelm.) A.Heller
- Linum pubescens Banks & Sol.
- Linum punctatum C.Presl
- Linum pungens Planch.

## Q
- Linum quadrifolium L.

## R
- Linum ramosissimum Gay
- Linum rigidum Pursh
- Linum rupestre (A.Gray) Engelm. ex A.Gray
- Linum rzedowskii Arreguín

## S
- Linum scabrellum Planch.
- Linum schiedeanum Schltdl. & Cham.
- Linum scoparium Griseb.
- Linum seljukorum P.H.Davis
- Linum setaceum Brot.
- Linum smithii Mildner
- Linum stelleroides Planch.
- Linum striatum Walter
- Linum strictum L.
- Linum subbiflorum Juz.
- Linum subteres (Trel.) H.J.P.Winkl.
- Linum suffruticosum L.
- Linum sulcatum Riddell

## T
- Linum tauricum Willd.
- Linum tenellum Schltdl. & Cham.
- Linum tenue Desf.
- Linum tenuifolium L. árlevelű len
- Linum thesioides Bartl.
- Linum thracicum Degen
- Linum thunbergii Eckl. & Zeyh.
- Linum trigynum L.
- Linum turcomanicum Juz.

## U

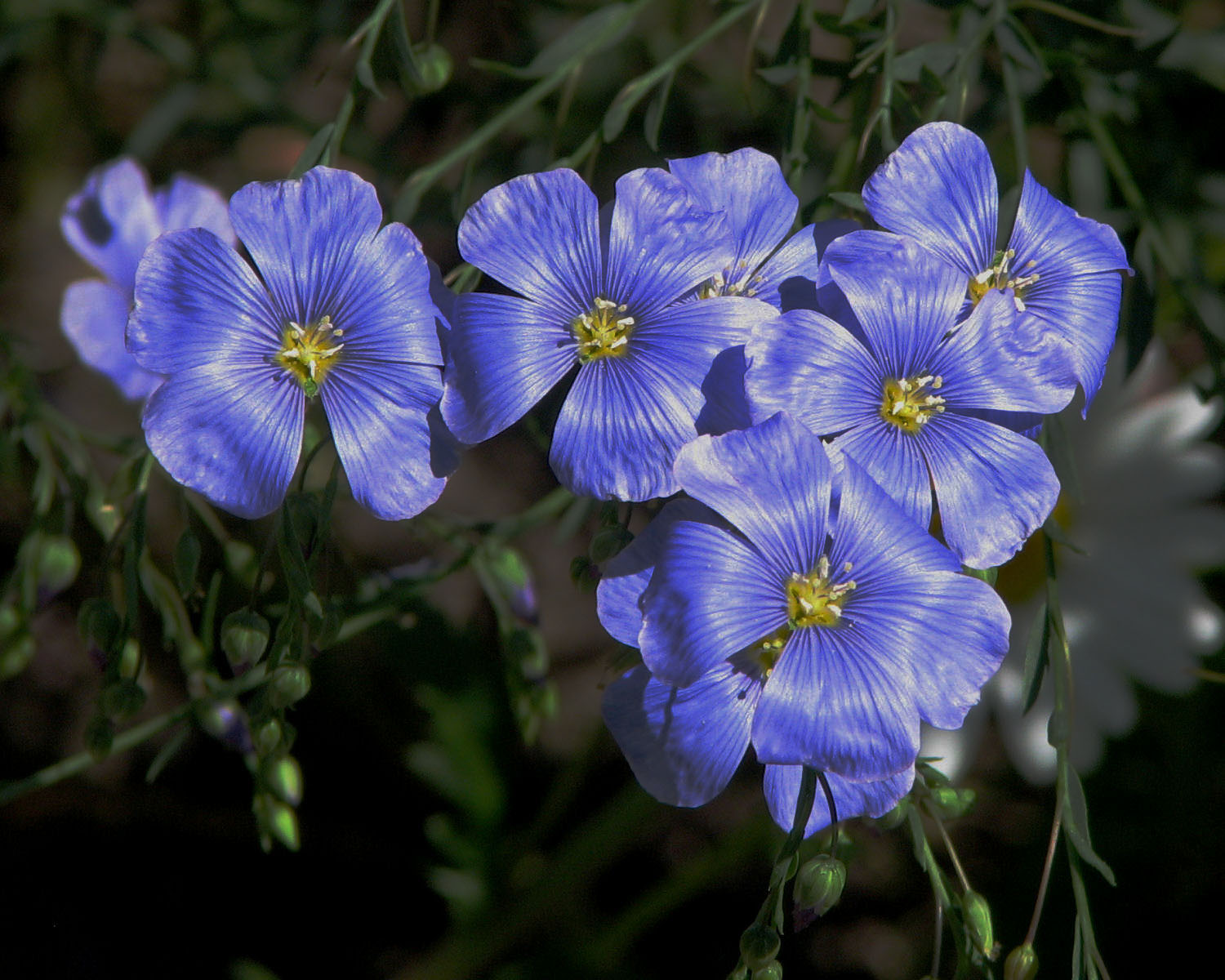
Házi len

- Linum ucranicum (Griseb. ex Planch.) Czern.
- Linum uninerve (Rochel) Jáv.
- Linum usitatissimum L.  házi len

## V
- Linum vernale Wooton
- Linum verruciferum Azn.
- Linum villosum C.M.Rogers
- Linum violascens Bunge
- Linum virginianum L.
- Linum virgultorum Boiss. & Heldr. ex Planch.
- Linum viscosum L.
- Linum volkensii Engl.
- Linum vuralianum Yılmaz & Kaynak

## W
- Linum westii C.M.Rogers

## Fordítás
- Ez a szócikk részben vagy egészben  a(z)   Виды рода Лён című orosz Wikipédia-szócikk ezen változatának fordításán alapul.  Az eredeti cikk szerkesztőit annak laptörténete sorolja fel. Ez a jelzés csupán a megfogalmazás eredetét és a szerzői jogokat jelzi, nem szolgál a cikkben szereplő információk forrásmegjelöléseként.